# Jacob Gilles

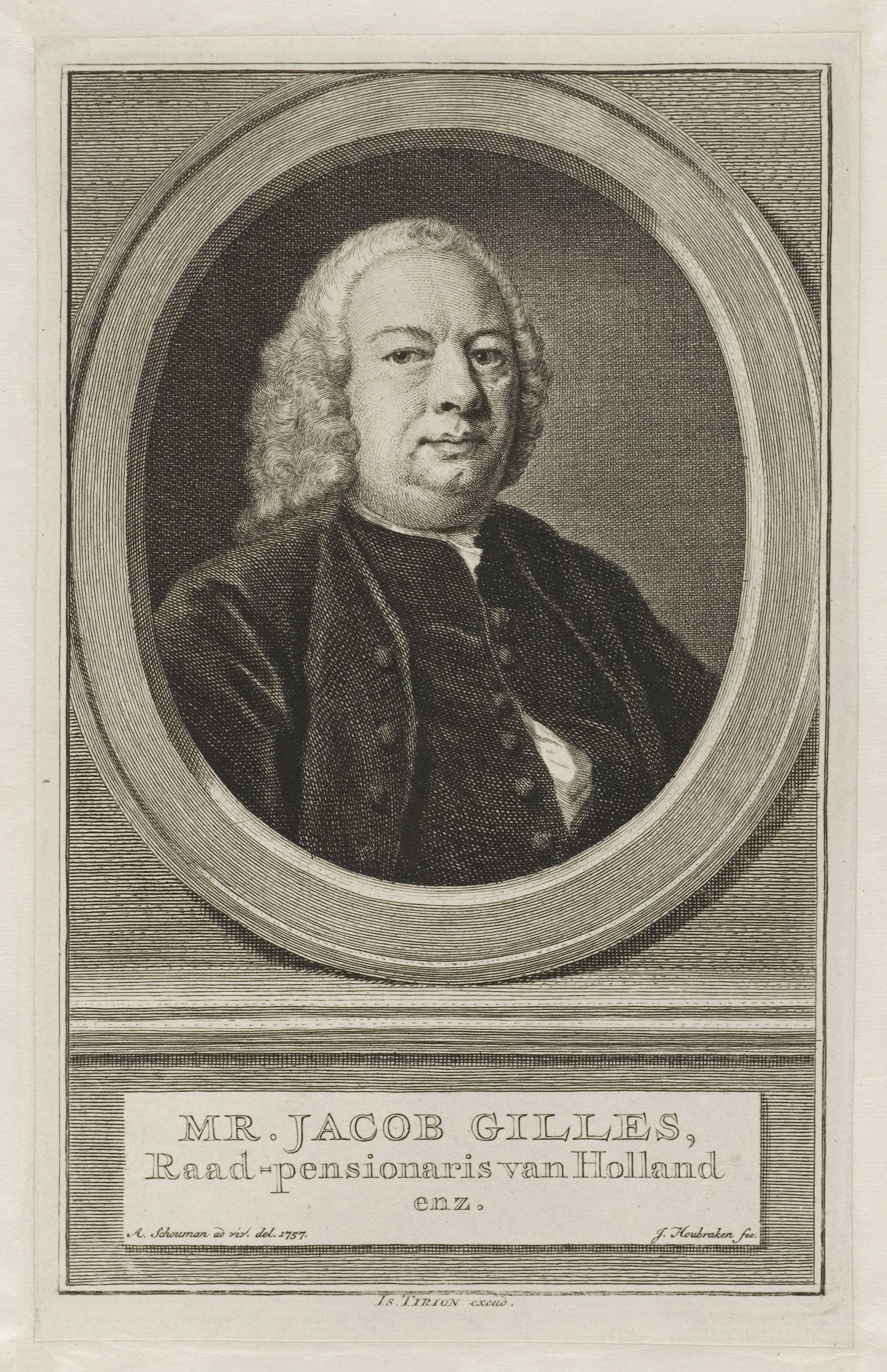
Jacob Gilles

Jacob Gilles (Kollum, 1691 - Ypenburg, 10 september 1765) was raadpensionaris van Holland tussen 1746 en 1749. Hij behoorde tot de factie van de Staatsgezinden, en was een tegenstander van erfstadhouder Willem IV van Oranje-Nassau.

## Biografie
Hij werd in 1731 tot Pensionaris van Haarlem aangesteld en in 1744 tot tweede Griffier van de Staten Generaal benoemd. In 1746 werd hij toegevoegd aan Unico Wilhelm van Wassenaer Obdam als mede onderhandelaar met Frankrijk, om een invasie van de Verenigde Provinciën af te wenden. 
Op 23 september 1746 werd hij benoemd tot Raadpensionaris, de belangrijkste functie in het land. Na het mislukken van de onderhandelingen met de Fransen en de daaropvolgende invasie, werd Willem IV van Oranje-Nassau op 2 mei 1747 als laatste redmiddel benoemd tot kapitein-generaal, tot admiraal-generaal van de Republiek en tot stadhouder van alle gewesten.
Hiermee kwam een eind aan het Tweede Stadhouderloze Tijdperk. 
Jacob Gilles verloor zijn macht, werd uitgescholden voor Fransgezinde en landsdief en werd bedreigd met plundering van zijn bezittingen. Na het einde van de oorlog, gaf Jacob Gilles dan ook zijn ontslag als raadspensionaris op 3 mei 1749.